# Myrup
Myrup er en meget lille landsby på Sydsjælland med lidt over 100 indbyggere. Landsbyen befinder sig i Næstved Kommune og tilhører Region Sjælland. 
Der er ingen butikker eller lignende i landsbyen, men tidligere lå der en skole. I landsbyen ligger en stor fodboldbane, der er samlingssted for byrådets årlige arrangementer. I Myrup ligger også en Put and Take sø, som er godt besøgt af sportsfiskere. I byen afholdes årligt en høstfest, som er velbesøgt.